# Halczyniec
Halczyniec (ukr. Гальчин, Halczyn) – wieś w rejonie berdyczowskim obwodu żytomierskiego. 
29 września 1804 w Halczyńcu urodził się Michał Czajkowski vel Sadyk Pasza.
W XIX wieku wieś należała do gminy Sołotwin w powiecie żytomierskim guberni wołyńskiej.
25 kwietnia 1920 pod Halczyńcem poległ wachmistrz Jan Książek.